# Парамор, Джуниор
Питер «Джуниор» Парамор (англ. Peter "Junior" Paramore, родился 18 ноября 1968 года) — самоанский регбист и игрок в регбилиг, игравший во второй линии, ныне тренер регбийной академии колледжа Тоттон. Кузен регбиста Терри Фанолуа.

## Биография
Уроженец Самоа, вырос в Новой Зеландии. Выступал за регбийные команды Новой Зеландии до 1995 года, в том числе за сборную провинции Манукау. В 1996 году переехал в Великобританию, где заключил контракт с профессиональным регбилиг-клубом «Каслфорд Тайгерс», за который играл на правах аренды (права принадлежали «Хантер Маринерз»). После сезона перешёл в регби-15, стал игроком клуба «Бедфорд Блюз» и помог ему выйти в Английскую Премьер-Лигу в 1998 году. В 1999 году перешёл в «Глостер» к своему кузену Терри Фанолуа, где провёл пять лет, выиграв в 2002 году финал чемпионата Англии и победив в финале «Бристоль», а в 2003 году завоевал Кубок Powergen. В 2004 году завершил игровую карьеру, став тренером в «Бедфорд Блюз». За свою карьеру Парамор провёл 29 игр в составе сборной Самоа, приняв участие в трёх чемпионатах мира: 1991, 1995 и 1999.
В настоящее время он является владельцем собственной регбийной академии. Работает тренером регбийной академии колледжа Тоттон наравне с Баджем Паунтни, преподаёт регби в школе Кэнфорд в Дорсете.